# Farsta IBK
Farsta IBK är en innebandyförening i Farsta i Sverige grundades den 30 september 1987. Farsta IBK spelar sina hemmamatcher i Farsta sim- och idrottshall, som är en del av Farsta IP.
Farsta IBK:s herrlag spelar säsongen 2015/2016 i Division 1 mellersta Svealand, den tredje serien uppifrån i innebandyns seriepyramid.

### Fotnoter
1. ↑  ”Välkommen till Farsta IBK”. Farsta IBK. 7 mars 2011. Arkiverad från originalet den 22 december 2015. https://web.archive.org/web/20151222144146/http://www.farstaibk.se/v2/presentation.php?lag=P97. Läst 18 december 2015.